# Discografie van Goldband
Hieronder volgt de discografie van de Nederlandse band Goldband, met name hun albums, ep's, de singles en andere hits en Top 2000-noteringen. 

## Albums
- Van de roulette naar de doublet, 2020
- Betaalbare romantiek, 2021
- Samen tegen elkaar, 2024

### Hitnoteringen
| Album                           | Verschijnen      | Label        | Hitlijsten | Hitlijsten | Hitlijsten | Hitlijsten | Opmerkingen                        |
| Album                           | Verschijnen      | Label        | BE (VL)    | BE (VL)    | NL         | NL         | Opmerkingen                        |
| Album                           | Verschijnen      | Label        | Piek       | Weken      | Piek       | Weken      | Opmerkingen                        |
| ------------------------------- | ---------------- | ------------ | ---------- | ---------- | ---------- | ---------- | ---------------------------------- |
| Van de roulette naar de doublet | 17 januari 2020  | Eigen beheer | 96         | 1          | —          | —          | Extended play                      |
| Betaalbare romantiek            | 13 augustus 2021 | Eigen beheer | 4          | 150        | 2          | 122        | Studioalbum / Platina in Nederland |
| Samen tegen elkaar              | 14 juni 2024     | Eigen beheer | 3          | 26         | 2          | 8          | Studioalbum                        |

## Singles en ep's
- Uber Uber, 2019
- Witte was, 2019
- Dit is voor jou, 2020
- Dun smeren en geld verdienen, 2019
- Mijn stad, 2019
- De wereld, 2020
- Alles kapot, 2020
- Ja ja nee nee, 2020
- Tweede Kamer, 2021 (met Sophie Straat, een oproep om op een vrouw te stemmen bij de Tweede Kamerverkiezingen)
- De langste nacht, 2021
- Noodgeval, 2021
- Ik ben de BOB, 2021
- Ik haat je, 2021
- Kinderwens, 2021
- Psycho, 2022
- Stiekem, 2022 (met Maan)
- Rommel, 2023
- You & Me, 2024
- Sex, 2024

### Hitnoteringen
| Lied                                  | Verschijnen      | Album                                     | Hitlijsten | Hitlijsten | Hitlijsten  | Hitlijsten  | Hitlijsten   | Hitlijsten   | Opmerkingen                                                        |
| Lied                                  | Verschijnen      | Album                                     | BE (VL)    | BE (VL)    | NL (Top 40) | NL (Top 40) | NL (Top 100) | NL (Top 100) | Opmerkingen                                                        |
| Lied                                  | Verschijnen      | Album                                     | Piek       | Weken      | Piek        | Weken       | Piek         | Weken        | Opmerkingen                                                        |
| ------------------------------------- | ---------------- | ----------------------------------------- | ---------- | ---------- | ----------- | ----------- | ------------ | ------------ | ------------------------------------------------------------------ |
| Witte was                             | 13 mei 2019      | Dun smeren geld verdienen (ep)            | —          | —          | —           | —           | 69           | 7            | Goud in Nederland                                                  |
| Alles kapot                           | 17 januari 2020  | Van de roulette naar de doublet (ep)      | tip14      |            | —           | —           | —            | —            |                                                                    |
| De wereld                             | 29 mei 2020      | Betaalbare romantiek                      | tip        |            | —           | —           | —            | —            | 3FM Megahit                                                        |
| Ja ja nee nee                         | 21 augustus 2020 | —                                         | tip19      |            | —           | —           | —            | —            | Goud in Nederland                                                  |
| Dit is voor jou                       | 6 november 2020  | Betaalbare romantiek                      | tip13      |            | —           | —           | —            | —            |                                                                    |
| Tweede Kamer (met Sophie Straat)      | 5 februari 2021  | Smartlap is niet dood (van Sophie Straat) | tip        |            | —           | —           | —            | —            |                                                                    |
| De langste nacht                      | 7 mei 2021       | Betaalbare romantiek                      | tip39      |            | —           | —           | —            | —            |                                                                    |
| Noodgeval                             | 9 juli 2021      | Betaalbare romantiek                      | 3          | 32         | 6           | 22          | 4            | 86           | Driemaal platina in Nederland / NPO Radio 2 TopSong                |
| Stiekem (met Maan)                    | 4 november 2022  | Tweede versie van Leven (van Maan)        | 2          | 37         | 2           | 32          | 1 (2 wk)     | 100*         | Platina in Nederland en goud in België / Alarmschijf / 3FM Megahit |
| Rommel                                | 13 april 2023    | —                                         | 14         | 11         | 24          | 7           | 20           | 11           | MNM-Big Hit / 3FM Megahit                                          |
| Allang niet meer van jou (met Mula B) | 8 december 2023  | Narcopop (van Mula B)                     | —          | —          | tip2        | —           | 7            | 1            |                                                                    |

### NPO Radio 2 Top 2000
| Nummers met noteringen in de NPO Radio 2 Top 2000 | '22 | '23  | '24  |
| ------------------------------------------------- | --- | ---- | ---- |
| De langste nacht                                  | -   | 1595 | 1998 |
| Noodgeval                                         | 55  | 94   | 184  |
| Stiekem (met Maan)                                | -   | 180  | 426  |

1. ↑  Een '-' betekent dat het nummer niet was genoteerd en een vetgedrukt getal geeft de hoogste notering van een nummer aan.
2. ↑  2022 was het eerste jaar met een notering voor Goldband.